# Dorfkirche Görike

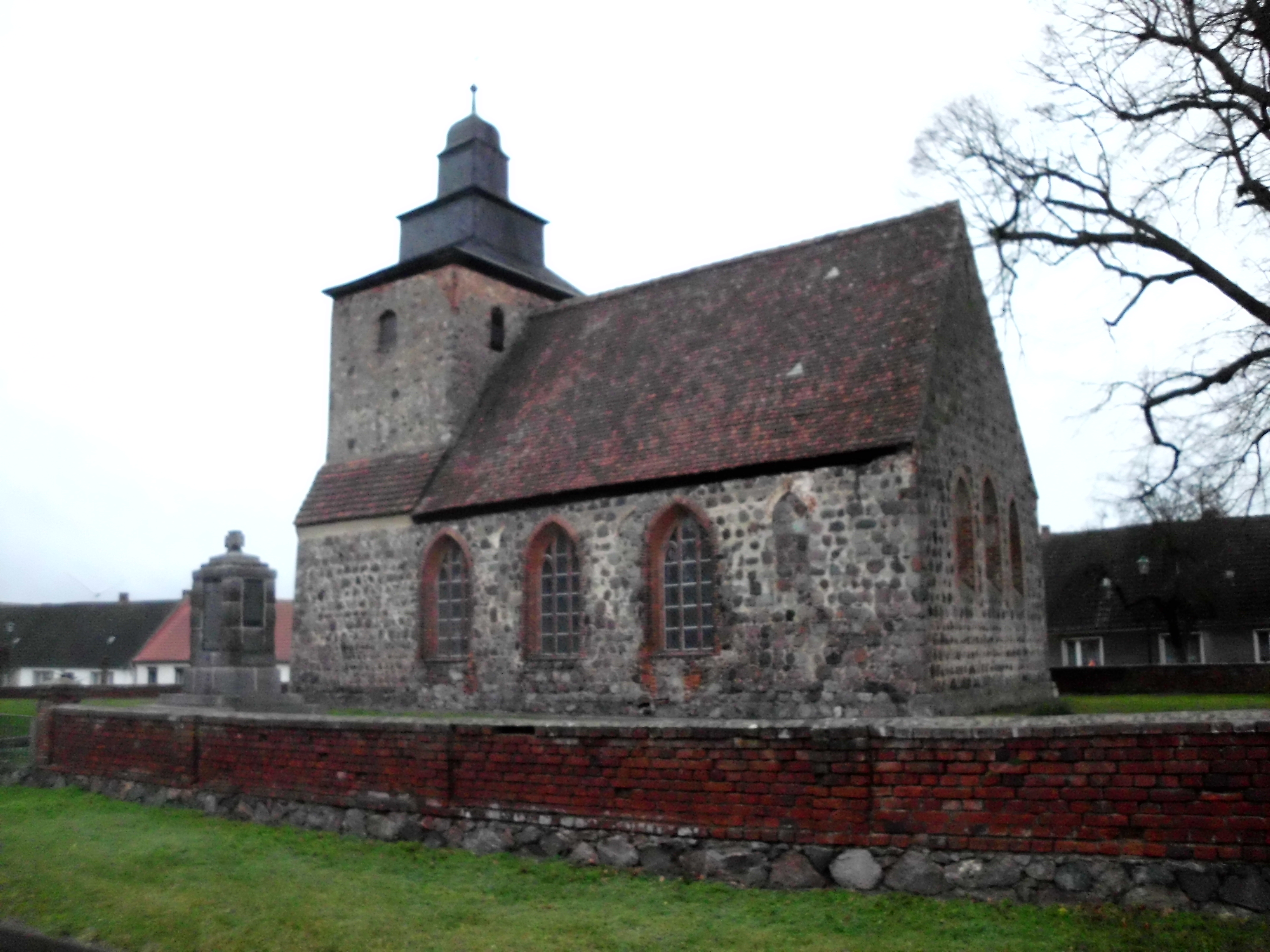
Dorfkirche Görike

Die evangelische, denkmalgeschützte Dorfkirche Görike steht in Görike, einem Ortsteil der Gemeinde Gumtow im Landkreis Prignitz von Brandenburg. Die Kirche gehört zum Pfarrsprengel Glöwen-Schönhagen im Kirchenkreis Prignitz der Evangelischen Kirche Berlin-Brandenburg-schlesische Oberlausitz.

## Beschreibung
Die Feldsteinkirche wurde im Kern in der ersten Hälfte des 14. Jahrhunderts gebaut. Das Langhaus ist mit einem Satteldach bedeckt. Der Kirchturm im Westen, der sich über dem Kranzgesims verjüngt, wurde am Ende des 15. Jahrhunderts ausgebaut. Seinen zweistufigen, schiefergedeckten Aufsatz, der mit einer Glockenhaube bekrönt ist, erhielt er erst 1677. In der Ostwand befinden sich drei frühgotische Lanzettfenster, deren Laibungen aus Backstein sind. An der Südseite ist ein weiteres ursprüngliches Fenster erhalten, die übrigen Fenster wurden im 19. Jahrhundert vergrößert. Die zwei Portale an der Südseite wurden zugesetzt, nachdem ein neues im Westen eingebrochen wurde. Das Erdgeschoss des Kirchturms war ursprünglich quer mit einem Tonnengewölbe überspannt. 
Zur Kirchenausstattung gehört ein Flügelaltar, der Mitte des 15. Jahrhunderts geschaffen wurde. Auf der zweistufigen Predella sind die Porträts der zwölf Apostel gemalt. Im Schrein ist ein Marienbildnis dargestellt, das von Heiligen flankiert wird. Auf den Flügelinnenseiten befinden sich Reliefs, die die Verkündigung an die Hirten , die Geburt Christi, die Heimsuchung und die Anbetung der Könige zeigen. Auf den Außenseiten sind Gemälde über die Verkündigung des Herrn und die Kreuzigung. Die polygonale hölzerne Kanzel wurde 1719 gebaut. 
Die Orgel mit elf Registern auf einem Manual und Pedal wurde 1886 von Albert Hollenbach gebaut und ist bis auf die 1917 kriegsbedingt abgegebenen Prospektpfeifen noch original erhalten. Eine Generalüberholung mit Anfertigung neuer Prospektpfeifen erfolgte 1993 durch Alexander Schuke Potsdam Orgelbau.